# سیدنی جاکوب
 سیدنی جاکوب (انگلیسی: Sydney Jacob؛ زاده ۲۸ اکتبر ۱۸۷۹ درگذشته ۸ آوریل ۱۹۷۷) یک تنیس‌باز اهل هند بود.